# Canal Sevilla-Bonanza

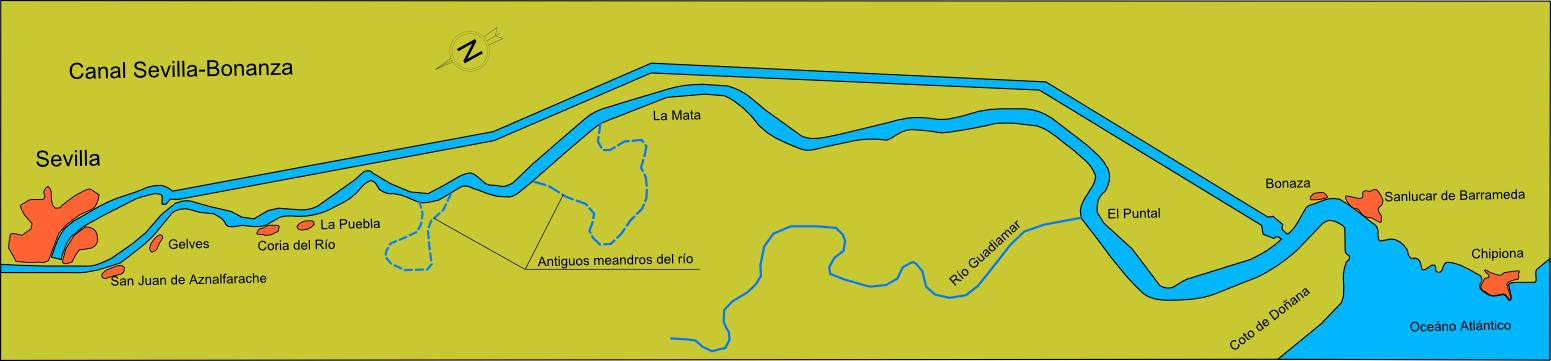
Trazado aproximado del canal Sevilla-Bonanza.

abajo (este) a la izquierda (sur), cabecera del canal Sevilla-Bonanza.

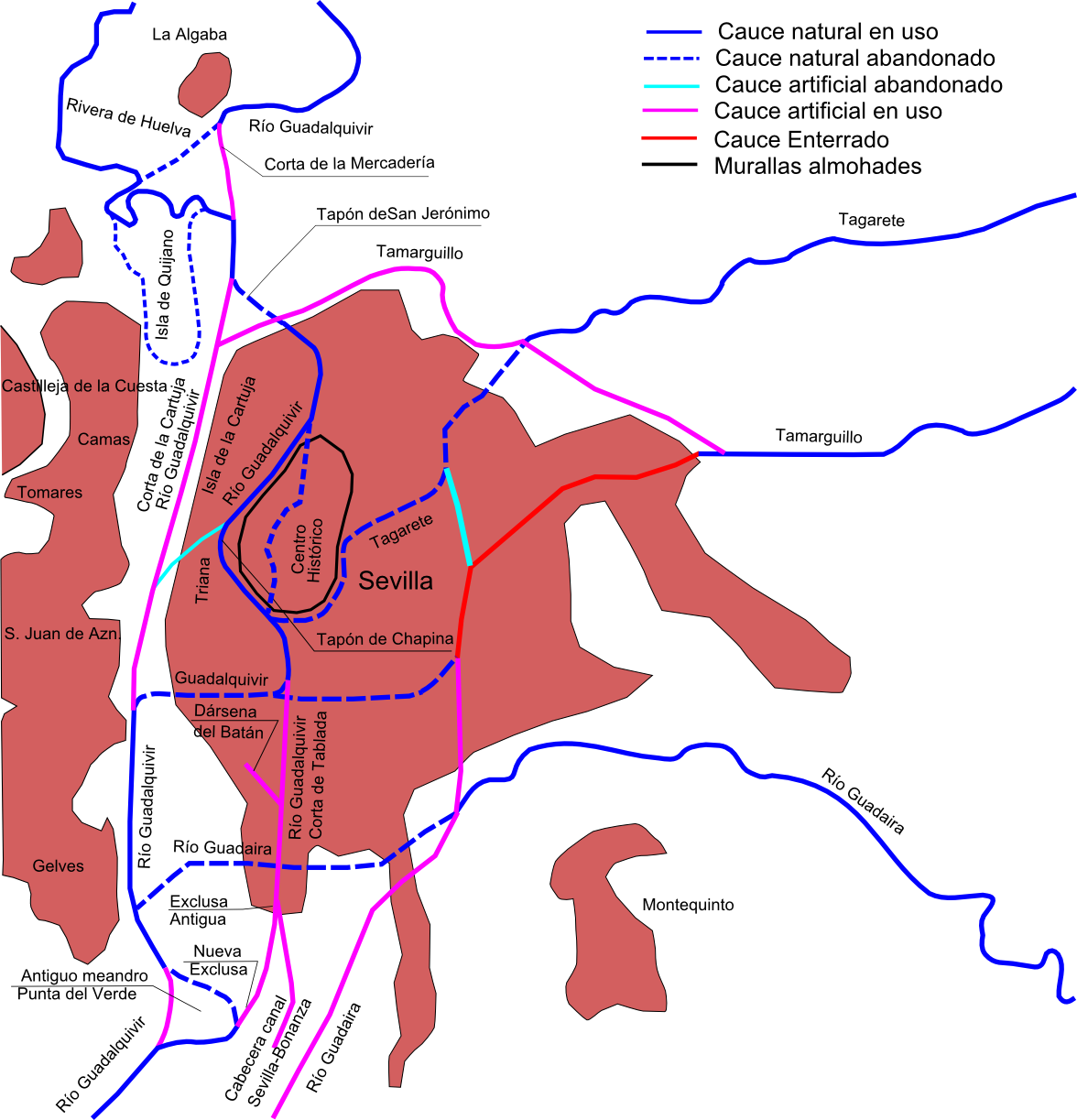
Modificaciones en el cauce del Guadalquivir en el entorno de Sevilla

El Canal de Sevilla-Bonanza fue un proyecto que nació con la idea de crear un canal navegable que permitiera el acceso de buques de gran tonelaje, paralelo al cauce del río Guadalquivir, desde Sevilla hasta su desembocadura en el puerto de Bonanza (Sanlúcar de Barrameda), evitando de este modo, tanto la servidumbre de las mareas, como  los peligros de la navegación en el río natural, la cual solo puede realizarse de día.

## El Proyecto del Canal
El proyecto, constaba de un canal navegable entre Sevilla y el puerto de Bonanza en Sanlúcar de Barrameda de 68 km de longitud, con una anchura de 120 m en superficie, 60 m de anchura en el fondo, y 10 m de profundidad, que admitiría la navegación de buques de hasta 24 000 tn y que reduciría sensiblemente el tiempo de navegación entre los dos puertos.
Una particularidad del proyecto, es que se preveía ambas márgenes, a ambos lados del canal, se destinase a uso industrial un ancho de 200 m, posible construcción de embarcaderos, así como una nueva carretera y línea férrea paralela también a ambos lados del canal. Todo esto, reducía en la época la distancia de Sevilla al mar en 17 km en navegación, 57 km por carretera y 65  por ferrocarril.
El  proyecto fue realizado por el ingeniero José Eulogio Prieto Moresi, director del Puerto de Sevilla en la época.

## Historia del Proyecto
La idea fue presentada al dictador Francisco Franco el 17 de abril de 1953, Su ejecución, fue aprobada por las cortes según ley 80/1964 de 16 de diciembre, y las obras fueron adjudicadas en 1968 a Dragados y Construcciones, aunque finalmente, quedó reducido a su primera fase, finalizada en 1975, que es un pequeño tramo de aproximadamente dos kilómetros,  que se utiliza como dársena del puerto de Sevilla, debido a las grandes dificultades técnicas que presentaba el proyecto y a su enorme costo. 
La cabecera del canal, quedó unida al canal de Alfonso XIII en 1985. El nuevo plan director del Puerto de Sevilla, prevé su utilización para ampliar la zona portuaria.